# یک بیمار برجسته
یک بیمار برجسته (چکی: Masaryk) یک فیلم درام به کارگردانی یولیوس شِـوْچیک است که در سال ۲۰۱۶ منتشر شد.

## بازیگران
- آرلی خوبر
- کارل رودن
- هانس تسیشلر
- اولدریخ کایزر
- امیلیا واشاریووا
- زوزانا کرونرووا
- اوا هرزیگووا
- درموت کرولی
- تیم پریس
- جینا برامهیل
- پل نیکلاس